# 한영대학교
한영대학교(漢永大學校, Hanyeong University)는 1992년에 설립된 대한민국 전라남도 여수시에 위치한 사립 전문대학이다.

## 연혁
1992년 12월 11일, 학교법인 봉헌학원에 의하여 한영공업전문대학이 설립되고 이윽고 3월 9일에 개교한 것이 한영대학교의 모태이다. 1998년 5월 1일, 여수공업대학으로 교명을 변경하고, 2002년 9월 1일 한영대학으로 교명을 다시 변경했다. 2012년 전문대학의 교명 규제 완화에도 불구하고 교명에 '대학'을 유지하다가, 2019년 한영대학교로 교명을 변경하여 현재에 이르고 있다.
한편, 2012년과 2013년에 정부재정지원제한대학에 선정된 이력이 있다. 2015년과 2016년 실시된 대학구조개혁평가에서 D등급을 받은 바 있다. 다만, 이는 2017년 실시된 재평가 결과 일부 제한 조치가 해제되었다. 2018년 실시된 대학기본역량진단에서 역량강화대학으로 다소 낮은 평가를 받은 바 있다.

## 교육편제
2024년 기준 한영대학교는 간호학과, 식품영양학과, 치위생과를 독립 전공으로 분류하고, 기타 7개 전공에 대하여 국가산단특성화계열, 자율복합선택계열 등을 자체 설정하여 전문학사 학위 과정을 교수하고 있다. 단, 간호학과의 경우 전문대학임에도 학사 학위 과정으로 운영한다.

## 교육 방침상의 특징
한영대학교는 봉사활동, 경진대회 등을 통해 인성, 창의역량 등 학생역량 강화에 힘쓰고 있다. 그 결과 전국경진대회 수상, 학생발명아이디어로 특허출원 등 성과를 거두고 있다.
또한 산학협력활동을 통해 GS칼텍스, LG화학, 삼성바이오로직스 등과 함께 관련 분야 전문 인력 양성에 중점을 두고 있다.

## 위상

### 대외 평가
지역의 전문 기술 인력을 제공하여야 한다는 방침에 맞게, 한영대학교는 여수석유화학산업단지 등에 맞는 교육편제를 운영하여 학생의 취업 지표가 크게 개선된 것으로 알려졌다. 2018년 67.2%였던 취업률이 2019년 74.2%로 오른 바 있다. 또한 간호계열의 경우, 배출한 졸업생 전원이 국가고시에 합격하는 등, 사회에 필요한 기술 인력을 제공하기 위해 노력하고 있다는 평가가 나온다.
이와 같이 전문인재 양성 중인 한영대학교는 2012년부터 2018년까지 대학기본역량진단 등에서 저조한 평가를 받는 등의 위기를 극복하고 있다는 평가와 함께, 국회의원과 언론 등에서 위기 극복의 우수 사례로 소개하고 있다.